# Quirino di Tegernsee
Quirino di Tegernsee o Quirinio di Roma (... – Roma, 270) è stato un martire cristiano che la Chiesa cattolica venera come santo e lo festeggia il 25 marzo.

## Agiografia
Secondo la Passio di Mario, Marta, Audiface e Abaco sarebbe stato decapitato a Roma per ordine di Claudio il Gotico dopo un periodo di detenzione a Trastevere.
Ritrovato da Mario il suo corpo sulle rive dell'isola Tiberina, esso sarebbe stato deposto nella catacomba di Ponziano per poi essere traslato a Tegernsee nel 746.

## Culto
La Chiesa cattolica lo ricorda il 25 marzo.
Dal Martirologio Romano: 
I presunti miracoli di Quirino, inventati in gran parte dopo la morte, sono raccolti negli Atti di Quirino.